# Mobile Funkstelle
Eine Mobile Funkstelle (kurz MobFuSt) ist gemäß Definition der Internationalen Fernmeldeunion eine Funkstelle des Mobilfunkdienstes, die dazu bestimmt ist, während der Bewegung oder während des Haltens an beliebigen Orten betrieben zu werden.

## Beschreibung
Mobile Funkstellen wurden seit Anfang des 20. Jahrhunderts vom Militär und in der Schifffahrt zur Nachrichtenübermittlung genutzt. In der zweiten Hälfte des 20. Jahrhunderts wurden zunehmend auch Einsatzorganisationen und Rettungsdienste mit mobilen Funkstellen und Funkwagen ausgestattet. Im Privatbereich finden sich je nach Betrachtung kaum. Im erweiterten Sinne könnten Übertragungswagen von Rundfunk und Fernsehen ebenfalls den Mobile Funkstellen zugerechnet werden.

## Verwandte Einrichtungen sowie Dienste und Konventionen
Nachfolgend eine Übersicht von verwandten Einrichtungen:
- Funkstelle (mit Begriffsbestimmungen)
- Funkrufname (mit Übersicht genormter Identifizierungen)
- Rufzeichen (mit Stationskennungen)
- Funkdienst (mit Übersicht der Dienste und Dienstarten)
- Mobiler Landfunkdienst (mit Dienteübersicht)

Bildmaterial zu mobilen Funkstellen

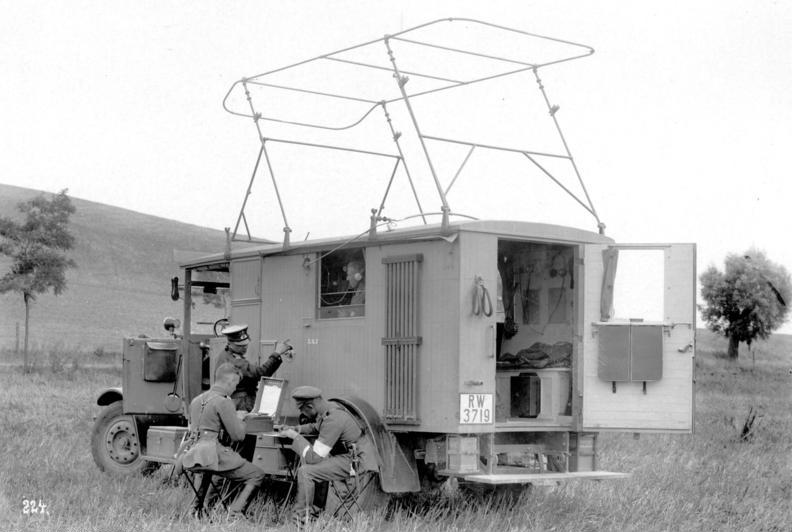
Mobile Funkstelle des Mobilen Landfunkdienstes 1928
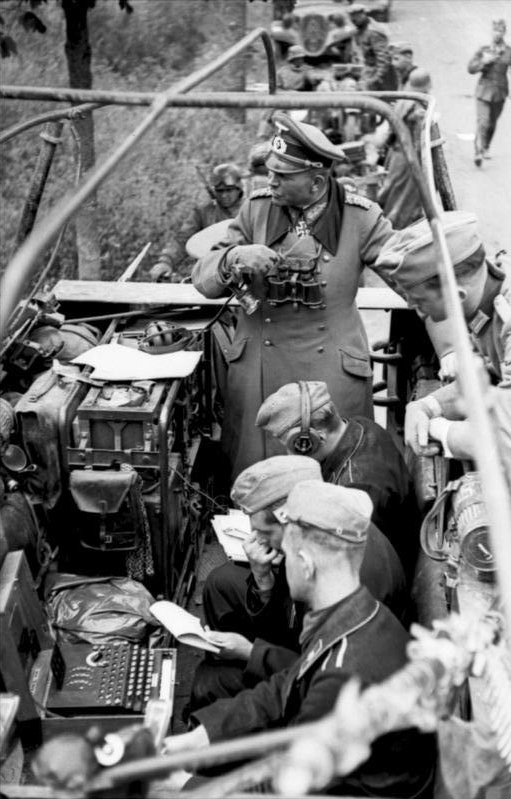
GenObe Guderian mit Enigma und MobFuSt auf Funkpanzerwagen (1940).
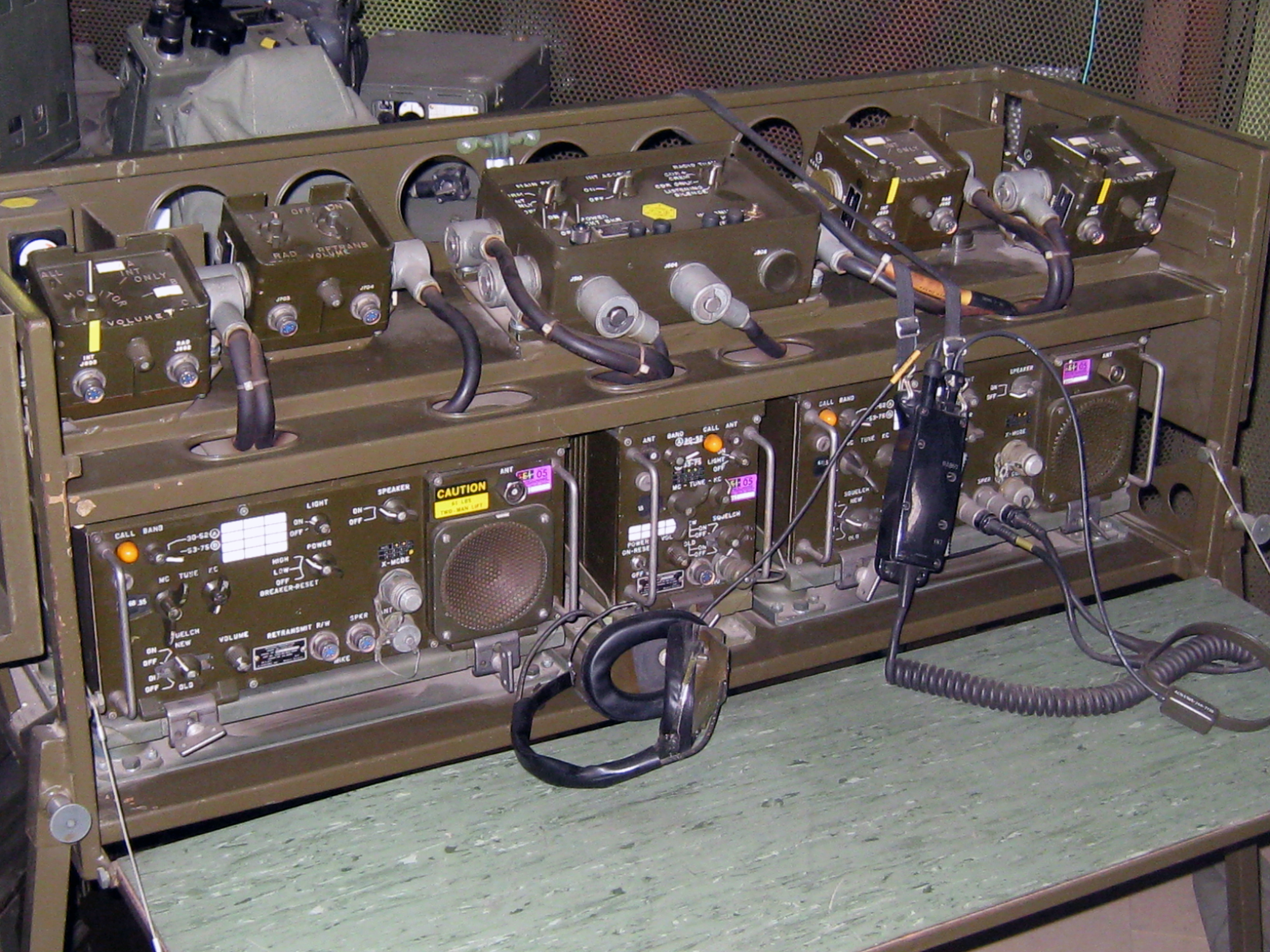
Funkstation SE-412/ABC der Schweizer Armee
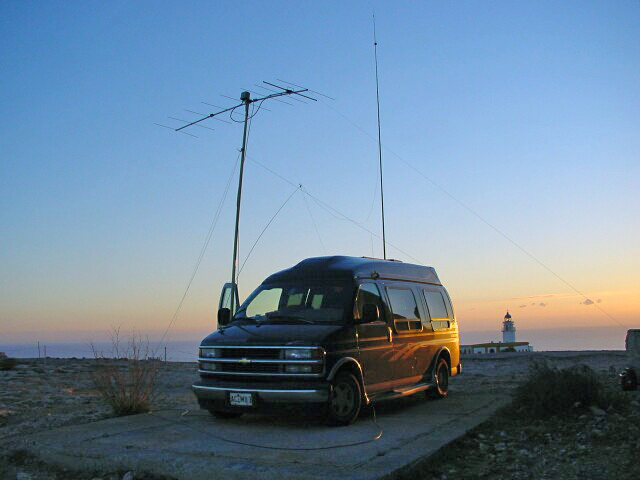
Amateurfunkstelle
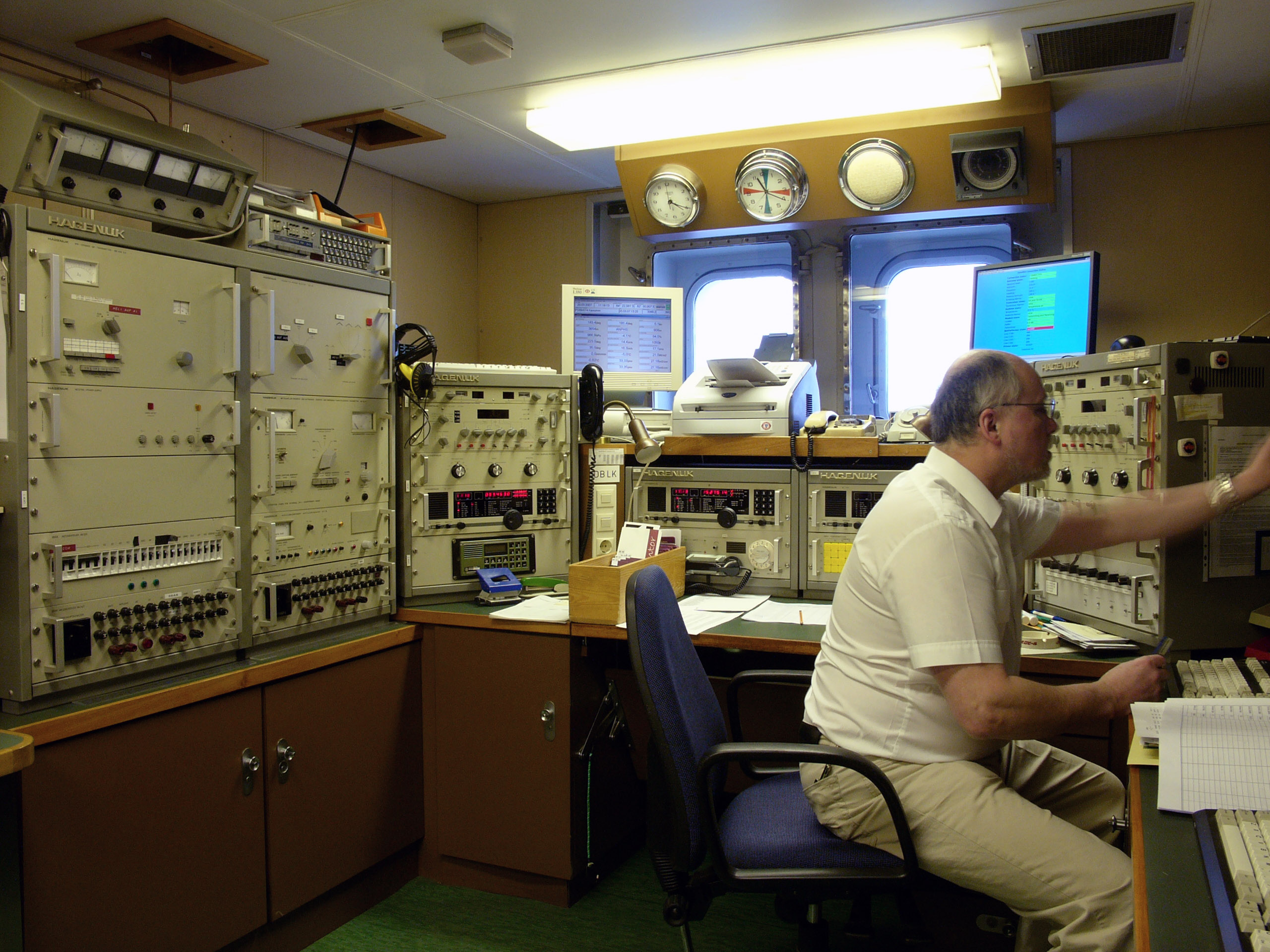
Seefunkstelle